# Петтман, Стюарт
Стю́арт Пе́ттман (англ. Stuart Pettman) — английский бывший профессиональный игрок в снукер.

## Биография и карьера
Родился в Англии 24 апреля 1975 года в городе Престон. Начал профессиональную карьеру в 1992 году. Наивысшее достижение в карьере — выход в 1/2 финала China Open 2009 года. В 2003, 2004 и 2010 годах достигал 1/16 финала чемпионата мира. На начало сезона 2010/11 занимал наивысшее для себя, 35 место в официальном рейтинге, но по итогам этого же сезона опустился до 77 места и выбыл из мэйн-тура.